# Amt Brüssow (Uckermark)
Im Amt Brüssow (Uckermark) wurden die Stadt Brüssow (Amtssitz) und vier weitere Gemeinden zur Erledigung ihrer Verwaltungsgeschäfte zusammengeschlossen. Das Amt liegt im Nordosten des Landkreises Uckermark und im äußersten Nordosten Brandenburgs. Es grenzt an den Landkreis Vorpommern-Greifswald in Mecklenburg-Vorpommern.

## Gemeinden und Ortsteile
- Brüssow (Stadt) mit Bagemühl, Battin, Butterholz, Frauenhagen, Grimme, Grünberg, Hammelstall, Klausthal, Menkin, Moor, Petersruh, Stramehl, Trampe, Woddow und Wollschow
- Carmzow-Wallmow mit Carmzow, Cremzow, Hedwigshof, Wallmow und Wendtshof
- Göritz mit Malchow und Tornow
- Schenkenberg mit Baumgarten, Dauerthal, Kleptow, Ludwigsburg und Wittenhof
- Schönfeld mit Karlshof, Klockow und Neuenfeld

## Geschichte
Am 21. August 1992 erteilte der Minister des Innern des Landes Brandenburg seine Zustimmung zur Bildung des Amtes Brüssow mit Sitz in der Stadt Brüssow. Als Zeitpunkt des Zustandekommens des Amtes wurde der 1. August 1992 festgelegt. Zum Zeitpunkt der Gründung umfasste das Amt neun Gemeinden des damaligen Kreises Prenzlau (heute Landkreis Uckermark):
1. Carmzow
2. Ludwigsburg
3. Schönfeld
4. Wallmow
5. Woddow
6. Wollschow
7. Grünberg
8. Bagemühl
9. Stadt Brüssow

Zum 1. November 2001 wechselten die Gemeinden Göritz und Schenkenberg vom Amt Prenzlau-Land in das Amt Brüssow. Zum 31. Dezember 2001 wurden Bagemühl, Grünberg, Woddow und Wollschow in die Stadt Brüssow eingemeindet. Ebenfalls zum 31. Dezember 2001 schlossen sich Carmzow und Wallmow zur Gemeinde Carmzow-Wallmow zusammen, und zum selben Zeitpunkt wurde auch Ludwigsburg in die Gemeinde Schenkenberg eingegliedert.

## Bevölkerungsentwicklung
Das Amt Brüssow verfehlte schon bei seiner Gründung die vom Land Brandenburg in der Amtsordnung vorgegebene Richtgröße von 5.000 Einwohnern für ein Amt. Durch den Wechsel der Gemeinden Schenkenberg und Göritz aus dem aufgelösten Amt Prenzlau-Land zum Amt Brüssow wurde dieser Richtwert wieder deutlich überschritten. Seit 2008 ist die Einwohnerzahl des Amtes jedoch wieder unter die Marke von 5.000 Einwohnern gefallen. Der Trend ist weiter rückläufig. Der Bevölkerungsrückgang hat für das Amt und die amtsangehörigen Gemeinden gravierende finanzielle Konsequenzen, denn die Schlüsselzuweisungen des Landes Brandenburg bemessen sich an der Einwohnerzahl.
| Jahr | Einwohner |
| ---- | --------- |
| 1992 | 4 906     |
| 1995 | 4 771     |
| 2000 | 4 603     |
| 2005 | 5 261     |
| 2010 | 4 721     |
| 2015 | 4 505     |

| Jahr | Einwohner |
| ---- | --------- |
| 2020 | 4 416     |
| 2021 | 4 339     |
| 2022 | 4 366     |
| 2023 | 4 367     |
| 2024 | 4 365     |

Gebietsstand des jeweiligen Jahres, Einwohnerzahl: Stand 31. Dezember, ab 2011 auf Basis des Zensus 2011, ab 2022 auf Basis des Zensus 2022

## Politik

### Amtsdirektoren
- 1992–2016: Detlef Neumann
- seit 2016: Annett Hartwig

Hartwig wurde am 19. September 2016 durch den Amtsausschuss für eine Amtszeit von acht Jahren zu seiner Nachfolgerin gewählt.

### Wappen
| Wappen des Amtes Brüssow | Blasonierung: „Von Silber und Rot gespalten, darin eine Steigleiter mit vier Sprossen in verwechselten Farben.“ |
| Wappen des Amtes Brüssow | |

### Flagge
„Die Flagge ist Rot - Weiß (1:1) gestreift und mittig mit dem Amtswappen belegt.“

### Dienstsiegel
Das Dienstsiegel zeigt das Wappen des Amtes mit der Umschrift AMT BRÜSSOW (UCKERMARK), DIE AMTSDIREKTORIN • LANDKREIS UCKERMARK.

## Anmerkung
1. ↑  Die im Historischen Gemeindeverzeichnis für die Jahre 1992 bis 2000 angegebenen summarischen Bevölkerungszahlen für das Amt Brüssow (S. 12/3) sind objektiv falsch, wie sich aus der einfachen Addition der Bevölkerungszahlen der amtsangehörigen Einzelgemeinden ergibt. Anscheinend wurden hier die Bevölkerungszahlen von Göritz und Schenkenberg einfach hinzu addiert, obwohl diese Gemeinden dem Amt Brüssow erst 2001 beitraten. Daher sind die Bevölkerungszahlen des Amtes Brüssow entsprechend den tatsächlichen Einwohnerzahlen der von 1992 bis 2001 amtsangehörigen Gemeinden korrigiert.